# And I Love Her
And I Love Her (Lennon/McCartney) är en låt av The Beatles från filmen och LP:n A Hard Day's Night 1964. Låten är en ballad som Paul McCartney sjunger till akustisk gitarr. Låten spelas i filmen Across the Universe.

## Låten och inspelningen
"And I Love Her" spelades in den 25 och 27 februari 1964. Låten kom ut på den amerikanska versionen av LP:n A Hard Day's Night släppt på filmbolaget United Artists' etikett den 26 juni 1964. Den europeiska versionen av A Hard Day's Night släpptes på Parlophone den 10 juli 1964. I USA fanns låten också med på Capitols album Something New den 20 juli 1964.
Det finns några olika versioner av And I Love Her. På den amerikanska versionen av LP:n A Hard Day's Night är Paul McCartneys röst huvudsakligen enkelinspelad, och på de flesta andra versioner är den dubblerad. På den tyska versionen av LP:n Something New har låten ett längre slut. Denna version finns också på den amerikanska versionen av samlings-LP:n The Beatles Rarities från 1980.
En McCartney-komposition. Men sticket gjorde Lennon och McCartney tillsammans (enligt The Playboy Interviews, 1980, sidan 146 i den svenska översättningen från 1981).
Låten var en av de icke-singellåtar som ingick i samlingsalbumet dubbel-LP:n The Beatles 1962-1966 (the red album) från 1973.